# Prädikativum
Ein Prädikativum (oder Prädikativ) ist in der Grammatik ein Satzteil, der eine Eigenschaft angibt und diese auf das Subjekt oder das Objekt des Satzes bezieht. Im Gegensatz zu Attributen bilden die Prädikativa aber von Subjekt bzw. Objekt getrennte Satzteile. Beispiele sind die Verwendungen des Adjektivs „roh“ in den Sätzen:
```
Die Karotten sind 
roh
.  (Bezug auf das Subjekt „Karotten“)
Ich esse die Karotten 
roh
. (hier bezogen auf das Objekt „Karotten“)
```

Man unterscheidet zum einen primäre Prädikativa, die obligatorisch sind und einen wesentlichen Teil des Inhalts zu einem Prädikat beitragen (erstes Beispiel), zum anderen sekundäre oder freie Prädikativa (zweites Beispiel), die als zusätzliches Satzglied in einem bereits vollständigen Satz frei hinzutreten und eine zusätzliche Eigenschaft des Subjekts oder Objekts bezeichnen. Diese Beschränkung auf die Angabe einer Eigenschaft zu Subjekt/Objekt unterscheidet das freie Prädikativum vom Adverbial.
Es existieren allerdings verschiedene Grammatiktraditionen, die nur jeweils einen der beiden Typen als Prädikativum bezeichnen.

## Grammatischer Überblick und Bezeichnungsvarianten
Die Einteilung der grammatischen Konstruktionen, die in diesem Artikel zugrunde gelegt wird, gilt in der Sache weitgehend unstrittig. Es besteht jedoch das Problem, dass die Bezeichnung „Prädikativum“ in unterschiedlicher Bedeutung auf diese Einteilung angewandt wird.
In diesem Artikel werden im Folgenden drei Typen von Konstruktionen unterschieden:
- Typ 1: Obligatorische Prädikativa – von speziellen Verben (Kopulaverben) geforderte Ausdrücke (meist, aber nicht unbedingt, als Prädikatsbestandteil[1])

Beispiel: „Die Karotten sind roh.“
- Typ 2: Freie Prädikativa – bei Vollverben frei zusetzbare Ausdrücke, als eigenständige Satzglieder

Beispiel: „Ich esse die Karotten roh.“
- Typ 3: Resultativa – Ausdrücke, die zu Vollverben Resultate angeben, in der Regel als Prädikatsbestandteil.

Beispiel: „die Karotten weich kochen“
In allen drei Fällen gleichermaßen von „Prädikativa“ zu sprechen, repräsentiert eine relativ weit gefasste Bedeutung des Begriffs. Sie folgt z. B. der Dudengrammatik und einem großen Teil der linguistischen Lehrbuchliteratur.
Es kursieren jedoch Verwendungsweisen der Bezeichnung „Prädikativum“, die verschiedene dieser Typen ausschließen:
- In einigen älteren Grammatiktraditionen (Deutsch, Englisch und romanische Sprachen) wird nur Typ 1 als Prädikativum bezeichnet, hingegen Typ 2 als „prädikatives Attribut“.[4][5] Die Bezeichnung „prädikatives Attribut“ ist allerdings missverständlich, weil sie der heute üblichen Definition von Attribut widerspricht.
- In Lateingrammatiken kann man finden, dass nur Typ 2 als „Prädikativum“ bezeichnet wird, hingegen prädizierende Ausdrücke, die mit Kopulaverben auftreten (Typ 1), als Prädikatsnomen.[6]

Man beachte also, dass diese beiden engeren Definitionen von „Prädikativum“ genau entgegengesetzte Bedeutungen haben. – Ob die resultative Konstruktion (Typ 3) als Prädikativum bezeichnet werden sollte, ist zusätzlich umstritten.

## Begriffsabgrenzung
In dem weiter gefassten Sinn des Begriffes, der in diesem Artikel zugrunde gelegt wird, lässt sich folgende allgemeine Definition formulieren:
Prädikativum
Ein Ausdruck, der grammatisch von einem Verb abhängt, aber in seiner Bedeutung nur dem Subjekt oder Objekt des Satzes eine Eigenschaft zuschreibt.
Die Definition erfolgt also durch eine Verbindung aus grammatischer Funktion und Bedeutungsfunktion (nämlich  Prädikation). Daher existieren zwei Gegenbegriffe:
- Attribut bzw. die attributive Konstruktion: Ausdrücke, die grammatisch direkt mit einem Substantiv konstruiert sind und von diesem abhängen (wobei aber auch eine Eigenschaft zugeschrieben werden kann),
- Adverbial bzw. adverbielle Konstruktion: Satzglieder, die ebenfalls von einem Verb abhängen, aber mit denen eine Modifikation der Verb- oder Satzbedeutung erfolgt, nicht – oder nicht nur – ein Bezug auf eine Eigenschaft von Subjekt/Objekt.

## Obligatorische Prädikativa
Manche Verben können erst in Verbindung mit einem Prädikativum ein vollständiges Prädikat bilden. Solche obligatorischen oder „primären“ Prädikativa sind im Deutschen oft Adjektive/Adjektivgruppen, Partizipien/Partizipgruppen oder Nominalphrasen im Nominativ bzw. Akkusativ; insbesondere in Kombination mit sein treten aber auch Adverbien/Adverbgruppen, Präpositionalphrasen, Nebensätze und Infinitivgruppen auf.
Während Adjektive und Partizipien bei Verwendung als Attribute im Deutschen abhängig von ihrem Bezugswort dekliniert werden, bleiben sie bei Verwendung als Prädikativa undekliniert. Im Lateinischen, den romanischen und slawischen Sprachen besteht dagegen auch in prädikativen Konstruktionen KNG-Kongruenz.

### Subjektbezug
Ein primäres Subjektsprädikativ charakterisiert das Subjekt des Satzes und bildet dabei das Prädikat mit Verben wie sein, werden, bleiben, heißen, gelten als und sich erweisen als. Lateingrammatiken bezeichnen in diesem Fall das Verb als Kopula und das Prädikativ als Prädikatsnomen (sodass dann der Begriff Prädikativum auf freie Prädikativa eingeschränkt wird).
Ein solches Prädikativ kann mit praktisch allen Wortarten gebildet werden, sogar Adverbien:
Sie ist Lehrerin. / Sie ist eine gute Lehrerin. (Substantiv / Substantivgruppe im Nominativ als Subjektsprädikativ)
Du bleibst gesund. (Adjektiv)
Es ist niemand mehr hinter mir. (Präpositionalphrase)
Dieser Fall ist anders. (Adverb)
Außerdem kommen einige wenige Wörter nur (oder fast nur) in dieser prädikativen Funktion vor, ohne sonst noch attributive oder adverbielle Verwendungen zu haben, z. B. egal erscheint prädikativ wie in Der Rest ist egal, aber nicht attributiv: *ein egaler Rest. (Solche Wörter werden auch als Adkopula bezeichnet).
Von diesen Konstruktionen sind Fälle zu unterscheiden, wo das Verb bleiben als Vollverb statt als Kopulaverb verwendet wird, auch wenn danach Adjektive folgen können. Ein Adjektiv ist hierbei nur ein Prädikativum, wenn es dem Subjekt eine Eigenschaft zuschreibt. Vergleiche:
Die Warteschlange blieb lang. (= „Sie war lang und wurde nicht kürzer“, prädikatives Adjektiv lang)
Die Besucher blieben lang. (= „Sie hielten sich für lange Zeit bei uns auf“, Adjektiv lang als adverbiale Bestimmung, nicht als Eigenschaft der Besucher)

### Objektbezug
Analog bestimmt ein primäres Objektsprädikativ das Akkusativobjekt des Satzes näher und bildet dabei das Prädikat mit Verben wie nennen, finden, halten für, bezeichnen als und ansehen als. (Die gegebenenfalls hier vom Verb geforderten Verbindungselemente wie „für“ (eine Präposition) oder „als“ (ein Adjunktor) werden aber eigentlich als Teil des Prädikativs angesehen.)
Er nannte den Bundeskanzler einen Esel. (einen Esel: Nominalphrase im Akkusativ als Objektsprädikativ)
Er sah den Fall als erledigt an. (als erledigt: Partizip als Objektsprädikativ)

### Der Kasus von substantivischen Prädikativa
In beiden Typen von primären Prädikativa können Substantivgruppen (Nominalphrasen) auftreten; sie tragen bei Subjektbezug Nominativ und bei Objektbezug Akkusativ. Diese unterscheiden sich von Objekten des Verbs dadurch, dass ihr Kasus nicht vom Verb regiert ist, sondern er beruht auf einer Übereinstimmungsregel mit der Bezugsphrase (beruht also auf Kongruenz). Man spricht daher vom Gleichsetzungsnominativ oder prädikativen Nominativ bzw. Akkusativ. Anders als beim regierten Kasus eines Objekts ist der prädikative Kasus nur vom Bezugswort abhängig; wenn dieses in eine andere Konstruktion eingebettet wird und so in eine andere Kasusform gerät, ändert sich auch der Kasus beim Prädikativum, obwohl das Verb ja dasselbe ist. Beispiele:
- Passivierung:

Der Torwart nannte AKK[den Schiedsrichter] AKK[einen Trottel] – (Objektsprädikativ, Kongruenz in Akkusativ)
NOM[Der Schiedsrichter] wurde NOM[ein Trottel] genannt – (nicht: einen Trottel)
- Einbettung unter ein akkusativregierendes Verb (AcI):

NOM[Ihr Urlaub] wird NOM[ein Erfolg] – (Subjektsprädikativ, Kongruenz im Nominativ)
Lassen Sie AKK[Ihren Urlaub] AKK[einen Erfolg] werden.

## Freie Prädikativa
Freie (oder „fakultative“) Prädikativa sind Satzglieder, die dem Subjekt oder Objekt des Satzes eine Eigenschaft zusätzlich zusprechen. Dieser Typ des Prädikativs wird auch als Depiktiv bezeichnet (vor allem in Anlehnung an die englischsprachige Literatur), sowie anderswo auch als Nebenprädikat. In der Lateingrammatik werden Partizipien in einer
vergleichbaren Konstruktion auch spezieller als participium coniunctum bezeichnet.
Freie Prädikativa und die unten besprochenen Resultativa werden auch als sekundäre Prädikate bzw. Prädikativa zusammengefasst.

### Abgrenzung von Attributen und von Adverbialen
In ihrer Funktion sind sie zunächst gegen gleichartige Ausdrücke abzugrenzen, die als Attribut stehen. Während das Attribut eine Eigenschaft nennt, die auf das Substantiv als solches bezogen ist, benennt das Depiktiv eine Eigenschaft, die auf den Zeitraum bezogen ist, zu dem die Verbalhandlung abläuft (ob sie davor oder danach weiter besteht, ist gleichgültig). Attribute und Depiktive lassen sich anhand der Stellung im Satz und auch an der Wortform meist klar unterscheiden:
Max hat die Hemden vorhin sauber aus dem Schrank geholt. (= Die Hemden waren sauber, als er sie herausholte; sauber als Prädikativ)
Max hat die sauberen Hemden vorhin aus dem Schrank geholt. (= sauber zur Charakterisierung der Hemden als solcher; Attribut)
Freie Prädikativa sind oft schwer von Adverbialen abzugrenzen; theoretisch liegt der Unterschied darin, dass Prädikativa strikt auf eine Eigenschaft eines Individuums bezogen sind statt wie bei Adverbialen auf das vom Verb bezeichnete Ereignis (wie z. B. die Art und Weise einer Handlung oder Kausalbeziehungen zu diesem Ereignis). Ein klassisches Beispiel für einen Zweifelsfall ist der Satz „Mona Lisa lächelt still.“
Als freies Prädikativ kommen im Deutschen Adjektive/Adjektivgruppen, Partizipien/Partizipgruppen und Präpositionalphrasen infrage. Adverbien können zwar neben der adverbiellen auch eine prädikative Bedeutungskomponente haben, werden aber auch dann nicht als freie Prädikativa eingestuft, sondern nur als Adverbiale.
Adjektive und Partizipien werden bei Verwendung als Prädikativ im Deutschen nicht dekliniert; wegen der fehlenden Kongruenz zum Bezugswort lässt sich dieses nicht immer eindeutig ermitteln. Hinzu kommt, dass Adjektive und Partizipien ebenso bei adverbieller Verwendung undekliniert bleiben, sodass auch die Abgrenzung zwischen Prädikativ und adverbialen Bestimmungen nicht sichtbar ist. Zur Unterscheidung können dann nur noch die unterschiedlichen Interpretationen herangezogen werden. Manche Sätze ergeben dann bis zu drei verschiedene Lesarten:
Beispiel: „Hans verließ Maria wütend.“
= Hans war wütend, als er Maria zurückließ. („wütend“ als Prädikativ mit Subjektbezug)
= Hans verließ Maria, dabei war sie wütend; bzw. Maria war wütend, als Hans sie verließ. („wütend“ als Prädikativ mit Objektbezug. Betonung am ehesten: „Hans verließ Maria WÜTEND“)
= Aus Wut ließ Hans Maria zurück. („wütend“ als kausales Adverbial oder ähnliche Deutungen. Betonung am ehesten: „Hans VERLIEẞ Maria wütend“)

### In anderen Sprachen

#### Im Englischen
Im Englischen sind aus Adjektiven gebildete Adverbien an einer eigenen Endung -ly erkennbar, sodass zumindest die Abgrenzung zu adverbialen Bestimmungen eindeutig zu treffen ist:
John left Mary sad. (Adjektiv → Prädikativ, Bedeutung: John war traurig, als er Maria verließ, oder: Maria war traurig)
John left Mary sadly. (Adverb → adverbiale Bestimmung, Bedeutung: „ein trauriger Abschied“, „es war traurig für John, sich verabschieden zu müssen“.)

#### Im Spanischen
Im Spanischen muss ebenfalls streng zwischen Prädikativ bzw. Nebenprädikat (complemento predicativo) einerseits und Adverbialbestimmung (oft erkennbar an der Endung -mente) andererseits unterschieden werden. Das Nebenprädikat stimmt mit dem Subjekt oder Objekt, auf das es sich bezieht, immer in Numerus und Genus überein (Kongruenz). D. h. diese zweite Aussage, die durch das Nebenprädikat getroffen wird, könnte in einen eigenständigen Satz, bestehend aus Kopula ser/estar (= sein) + Prädikatsnomen (das der Form nach dem Nebenprädikat entspricht), gebracht werden.
Beispiel: Maria sprach aufgeregt von ihren Eindrücken.
1. María hablaba excitada de sus impresiones. (Adjektiv → Prädikativ, Bedeutung: Maria war aufgeregt, als sie erzählte.) Aufgeteilt in zwei eigenständige Sätze: María hablaba de sus impresiones. María estaba excitada.
2. María hablaba excitadamente de sus impresiones. (Adverb → adverbiale Bestimmung, Bedeutung: Maria erzählte in einer aufgeregten Art und Weise bzw. ihr Sprechen war aufgeregt.)  Es ist nicht möglich, zwei eigenständige Sätze zu bilden.

#### Im Lateinischen
Das Prädikativum im Lateinischen kongruiert im Gegensatz zum Deutschen mit seinem Bezugswort, sodass dieses meist eindeutig identifizierbar ist. Das bedeutet aber auch, dass anhand der Wortform keine Abgrenzung zum Attribut möglich ist.

## Resultative Prädikativa
Es gibt eine weitere Konstruktion mit Adjektiven, die oft auch zu den Prädikativa gezählt wird, obwohl sie in mancher Hinsicht einen Grenzfall bildet, nämlich resultative Adjektive. Während Depiktive einen zeitgleich zur Handlung vorliegenden unabhängigen Zustand bezeichnen, fügen resultative Adjektive der Verbalhandlung einen Resultatszustand hinzu. Anders als bei allen bisher beschriebenen Prädikativa wird also hier das Ereignis um eine zusätzliche Phase ausgebaut und die Aktionsart des Prädikats ändert sich (resultativ als Funktion eines Adjektivs ist jedoch nicht exakt gleichbedeutend mit der Aktionsart von Verben namens „Resultativ“). Vergleiche:
Depiktiv (mit Subjektbezug): Er geht traurig nach Hause.
Depiktiv (mit Objektbezug): Sie trinkt den Kaffee schwarz.
Resultativ (mit Objektbezug): Der Bulldozer walzt das Gras platt.
Das dritte, resultative Beispiel entspricht der Definition des Prädikativums insofern, als das Adjektiv eine Eigenschaft des Objekts bezeichnet (die allerdings erst zum Ende des Ereignisses entsteht). Im Unterschied zu Depiktiven, die eigenständige Satzglieder sind, handelt es sich bei resultativen Adjektiven aber um Teile des zusammengesetzten Prädikats. Sie ziehen dabei auch die Prädikatsbetonung an sich, so wie es auch andere Elemente tun, die unmittelbar vor dem Verb stehen. Depiktive tragen im Gegensatz hierzu eine eigenständige Betonung, gefolgt von einer weiteren Betonung auf dem Verb:
Er hat den Kaffee SCHWARZ geTRUNKen (Depiktiv)
Er hat sich SCHWARZgeärgert (Resultativ)
Um die Betonungsverhältnisse abzubilden und Mehrdeutigkeit zu vermeiden, können resultative Adjektive im Deutschen mit dem Verb als ein Wort zusammengeschrieben werden. Bei Depiktiven kommt Zusammenschreibung nie infrage.
Zu resultativen Adjektiven mit Subjektbezug, die eigentlich eine Ausnahme darstellen, siehe unter Unakkusativisches Verb#Resultative Adjektive.